# Ліна (порноакторка)
Ліна Ла Б'янка (англ. Leena La Bianca, нар. 5 січня 1963 р., Денвер, США) — сценічне ім'я колишньої американської порноакторки. 

## Життєпис
Виросла в Денвері, штат Колорадо. Спочатку знімалася в аматорській порнографії. Потім переїхала в Каліфорнію і потрапила в порноіндустрію з порнофільму Leena (1992 р.).
З'явилася в телесеріалі Шерман Оукса Showtime (1995 р.) і софткор-порно категорії B, таких як Other men's Wives (1996) і Femalien (1996). Також виступала в театрі — в п'єсі Sweet Hostage в 1996, в п'єсах The Actors' Gang play, Steeltown в 1998.

## Нагороди
- 1994 AVN Award — Краща акторка, відео (Blinded by Love)[7]
- 1994 XRCO Award — Краща акторка, сольне виконання (Blinded by Love)[8]
- 1995 AVN Award — Краща групова секс-сцена, відео (Pussyman 5)
- 1995 XRCO Award — Виконавиця року
- 1995 FOXE Award — Вибір фанатів[9]
- 2009 Включена в зал слави XRCO[10]